# Merzbach (Mosel)
Der Merzbach ist ein Bach im Gebiet der Stadt Schweich im Landkreis Trier-Saarburg in Rheinland-Pfalz, der nach etwa 4 km langem, etwas gewundenem, aber insgesamt südlichem Lauf im Stadtteil Issel von links in die mittlere Mosel mündet.

## Verlauf
Der Merzbach durchquert auf seinem Lauf drei Landschaften. Er entsteht im östlichen Meulenwald auf einer Höhe von etwa 303 m ü. NHN, gräbt sich ein Kerbtal im Wald, in dem er unter dem Schweicher Heilbrunnen am rechten Hang vorbeifließt. Wenig später tritt er aus dem Wald ins offene Föhrener Kuppenland über, wo er vor den ersten Häusern Schweichs die L 47 unterquert. Sein Unterlauf gehört dem Trierer Moseltal an. Zuletzt durchquert er dort Issel und mündet etwas unterhalb von Mosel-Kilometer 180 von links in die mittlere Mosel.

## Einzugsgebiet
Der Merzbach ist 4,0 km lang und hat ein Einzugsgebiet von 3,9 km² Größe, das zwischen denen der bedeutenderen Bäche Quintbach im Westen und Föhrenbach im Osten und Norden liegt. Auf der unteren Hälfte des Laufes schiebt sich im Osten vor dasjenige des Föhrenbachs noch das des deutlich kleineren Ermesgrabens.